# مصدر (صرف)
في اللغة العربية، المصدر  هو اسم يدل على حدث دون أن يدل على زمن.

## المصدر الميمي
هو مصدر يدل على ما يدل عليه المصدر الصريح، غير انه يبدأ بميم زائد.
ويصاغ على النحو التالي:
1- من الفعل الثلاثي على وزن مَفْعَل، مثل:
شرب: مَشْرَباً، نال مَنالاً، ردّ: مَرَداً، وقى: مَوْقًى، لاذَ: مَلاذاً، مَشَى: مَمْشًى.
اما إذا كان الفعل معتلا مثالا (فاء الفعل حرف علة) صحيح اللام، تحذف فاؤه في المضارع كوَعَدَ فان مصدره الميمي يكون على وزن مَفْعِل بكسر العين، مثل:
وعد: مَوْعِداً، وضع: مَوْضِعاً، ولد: مَوْلِداً، وَعَظ: مَوْعِظة.
- قد تلحق تاء التانيث بعض المصادر الميمية نحو: مَعْرفة، مَهَانَة، مَغْفِرَةً

2- يصاغ المصدر الميمي من غير الثلاثي على وزن الفعل المضارع، مع ابدال حرف المضارعة ميما مضمومة وفتح ما قبل الاّخر (أي على وزن اسم المفعول)، مثل: 
أخرج: مضارعه: يَخرُج، المصدر الميمي مُخْرَجَاً، أقام: مضارعه: يُقِيم، المصدر الميمي: (مُقَاماً)، استغفر: المصدر الميمي (مُسْتَغْفَرَاَ)، ابْتَغَى: المصدر الميمي (مُبْتَغًى).

## المصدر الصناعي
هو مصدر يصاغ بزيادة ياء مشدّدة وتاء مربوطة على الاسم ليدل على ما يدل عليه المصدر مثل:
القوميّة، الحريّة، الإنسانيّة، العالَميّة، الوطنيّة، المدنيّة، الواقعيّة، الهمجيّة.
* قد تزاد الياء المشددة وتاء التأنيث ولا يكون الاسم حينئذٍ مصدرا صناعيا، فقد يكون اسما منسوبا وللتمييز بينهما نقول:
إذا كان هذا الاسم مسبوقا بموصوف مؤنث (سواء أكان هذا الموصوف لفظا أو تقديرا)، فانّ الاسم عندها يكون اسما منسوبا وليس مصدرا صناعيا، ويعرب نعتا.
- الإنسانيّة شعورٌ جميلٌ. (الإنسانيّة) هنا مصدر صناعي.
- المشاعر الإنسانيّة رائعة. (الإنسانية) هنا اسم منسوب، وجاءت نعتا مرفوعا لكلمة (المشاعر).
-الهمجيّة فكرة ٌ منبوذة ٌ. (الهمجيّة) هنا مصدر صناعي.
- إنّ التصرفاتِ الهمجيّة َ مذمومة. (الهمجيّة) هنا اسم منسوب، ووقعت نعتا منصوبا لـ (التصرفات).
- وقد يكون هذا الموصوف لفظا مُقدّراً يدل على السياق، نحو:

يحرص أبناؤنا على تعلّمِ العربيّة ِ وإتقانها. إنّ كلمة (العربية) هنا مقصود بها اللغة العربية، فهي هنا اسم منسوب، وليس مصدرا صناعيا. (الموصوف (اللغة) جاء مُقدّرا دلّ عليه السياق).

## المصدر الدال على المرة (اسم المرة)
وهو اسم يُصاغ للدلالة على أن الفعل حدث مرة واحدة.
ويصاغ على النحو التالي:
1- من الثلاثي الفعل الثلاثي على وزن (فَعْلة) مثل:
جلس: جَلْسَة، أكل: أكْلَة، سجد: سَجْدة، هَزّ: هَزَّة.
أما إذا كان المصدر الصريح يأتي على وزن (فَعْلَة)، فإنّ مصدر المرة يكون بالوصف بكلمة (واحدة)، مثل: دعا: دعوة ً واحدة ً، رحم: رحمة ً واحدة ً، صاح: صيحة ً واحدة ً.
2- يصاغ مصدر المرة من الفعل غير الثلاثي على نفس المصدر العادي (المصدر الصريح) بزيادة تاء، مثل: انطلق: انطلاقة، أكرم: إكرامة، سبّح:تسبيحة، استخرج: استخراجة.
أما إذا كان المصدر مختوما بالتاء، فإنّ مصدر المرة يُصاغ بالوصف بكلمة (واحدة) مثل:
استشار: اسْتِشارة ً واحدة ً، أقام: إقامة ً واحدة ً، أجاب: إجابة ً واحدة ً.

## المصدر الدال على الهيئة (اسم الهيئة)
وهو اسم يُصاغ للدلالة على هيئة حدوث الفعل.
ويُصاغ على النحو التالي:
1- من الثلاثي على وزن (فِعْلَة)، مثل: وقف: وِقْفَة الشجاع، جلس: جِلْسَة الملوك، مشى: مِشْيَة الأسد، وكقوله : «إذا قتلتم فأحسنوا القِتْلة، وإذا ذبحتم فأحسنوا الذِبْحَة»، يعيش المؤمن عِيشة كريمة، كنتَ خافت الضِّحْكة.
2- يُصاغُ مصدرُ الهيئةِ من غير الثلاثي بالإتيان بمصدر الفعل، بزيادة تاء على مصدره، أو بغير زيادة، ثم نضيفه إلى اسم بعده، مثل: استقبلَنَا الضيوفُ استِقبالَ الحَفاوةِ. انطلق المتسابقُ انطلاقة الصقر.

## المصدر المؤول
هو تركيب يتكون من حرف مصدري يليه جملة اسمية أو فعلية. ويُعرب المصدر المؤول حسب موقعه في الجملة. والحروف المصدرية التي تتصدّر تركيب المصدر المؤول هي: أنْ، وأنَّ، ولو، وكي، وما، وهمزة التسوية.
- قال تعالى: «وأن تصوموا خيرٌ لكم». والتأويل (صيامُكم خيرٌ لكم).
أنْ: حرف مصدري ونصب لا محل له من الإعراب.
تصوموا: فعل مضارع منصوب ب (أنْ المصدرية) وعلامة نصبه حذف النون، لأنه من الأفعال الخمسة. والمصدر المؤول (أن تصوموا) في محل رفع مبتدأ.
- قوله تعالى: «ومن اّياته أنْ خلقكم من تراب». والتأويل (ومن اّياته خلْقُكُم من تراب).
المصدر المؤول (أنْ خلقكم) في محل رفع مبتدأ مؤخر.
- قوله تعالى: «قال إنّي ليحزنني أن تذهبوا به وأخاف أن يأكله الذئبُ وأنتم عنه غافلون».
المصدر المؤول (أن تذهبوا) في محل رفع فاعل. والتأويل (ليحزنني ذهابُكم به).
المصدر المؤول (أن يأكله) في محل نصب مفعول به.
- قوله تعالى: «يُجادلونك في الحق بعدَ ما تبيّنَ». والتأويل (بعدَ التبيّنِ).
المصدر المؤول (ما تبيّنَ) في محل جر مضاف إليه. (ما: حرف مصدري لا محل محل له من الإعراب).
- قوله تعالى: «وأوصاني بالصلاة والزكاة ما دُمتُ حيّا». والتأويل (مدّة َ دوامي حيّا).
المصدر المؤول (ما دمت حيّا) في محل نصب ظرف زمان.
- قوله تعالى: «ومن الذين أشركوا يودّ أحدهم لو يُعمّرُ ألف سنة».
المصدر المؤول (لو يُعمّرُ) في محل نصب مفعول به. والتأويل (يودّ أحدُهم التعميرَ).
- قوله تعالى: «إنّ الذين كفروا سواءٌ عليهم أأنذرتهم أم لم تنذرهم لايؤمنون».
المصدر المؤول (أأنذرتهم) في محل رفع خبر. والتأويل (سواءٌ عليهم إنذارُك أم عدم إنذارك).
- قوله تعالى: «قلْ أوْحِيَ إليّ أنّه استمع نفرٌ من الجنّ». والتأويل (أوحي اليّ استماعُ نفر).
المصدر المؤول من أنّ واسمها وخبرها (أنّه استمع نفرٌ) في محل رفع نائب فاعل.
- قوله تعالى: «لِكيلا يكون َ على المؤمنين حرجٌ». (كي: حرف مصدري ونصب).
المصدر المؤول (كي لا يكون َ) في محل جر بحرف الجر اللام.

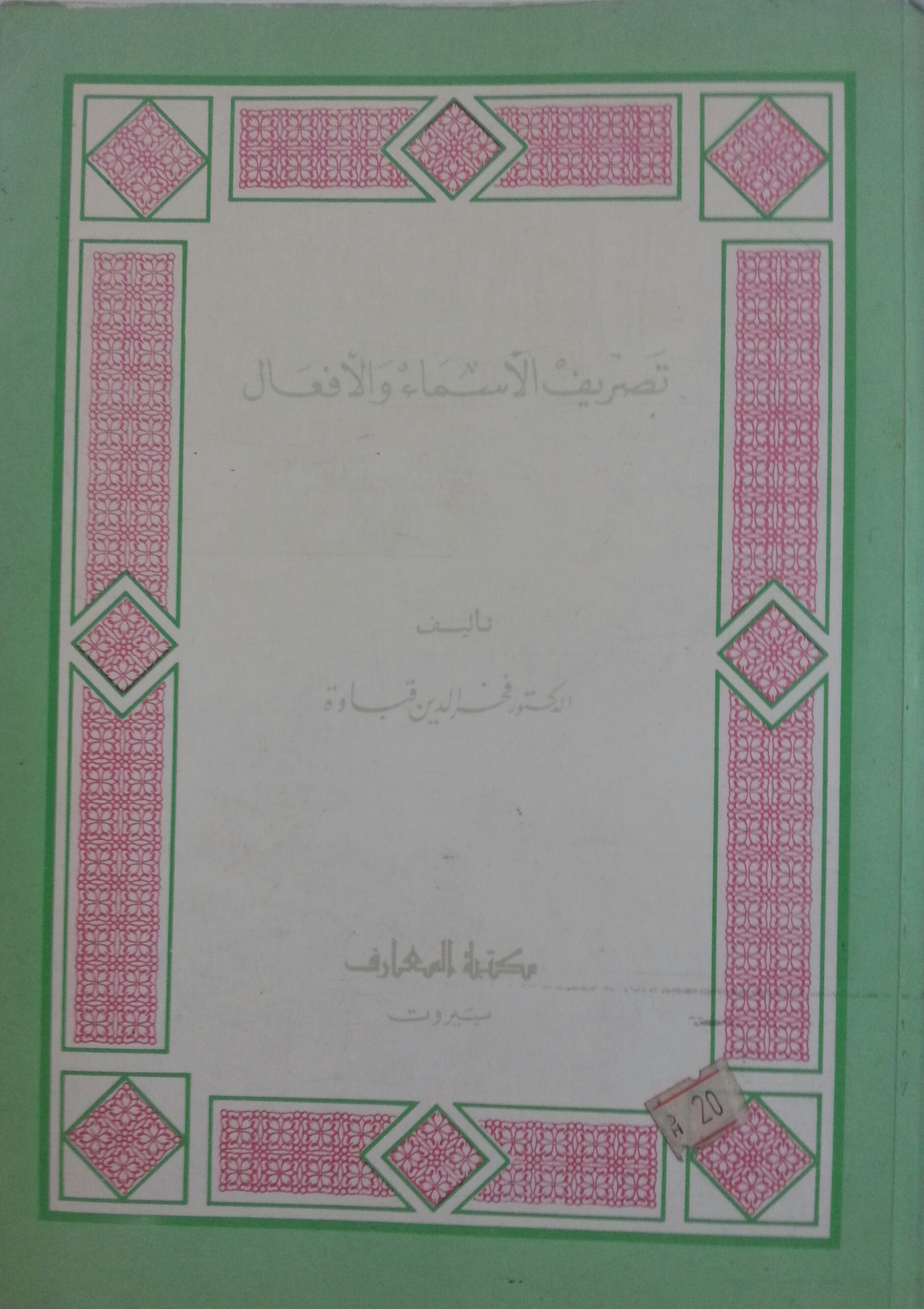
هذا الكتاب مصدر للتعرف على اللغة العربية بمعانيها ومبانيها وتراكيبها المتناسقة المترابطة وأصالتها التاريخية الممتدة عبر القرون

- قوله تعالى: «إنّا فتحنا لك فتحا مبيناً ليغفِرَ لك َ اللهُ». يغفرَ: فعل مضارع منصوب بأنْ مضمرة بعد لام التعليل.
والمصدر المؤول من (أن المضمرة والفعل المضارع يغفرَ) في محل جر بحرف الجر (لام التعليل).